# Albert Termeulen
Albert Termeulen (18 september 1965) is een Nederlandse schaker. 
In september/oktober 2011 nam hij met de Leidse schaakvereniging LSG deel aan de European Club Cup (+1 =2 –4). Het toernooi werd gewonnen door Sint-Petersburg.